# Christine Bickel
Christine Bickel-Vetsch (* 10. November 1961) ist eine Schweizer Politikerin (SP). Sie war von 2010 bis 2014 Regierungsrätin des Kantons Glarus (Departement Bildung und Kultur) und gehörte von 1998 bis 2010 dem Landrat des Kantons Glarus an, welchen sie 2003/04 präsidierte. Von 2002 bis 2010 war sie Präsidentin der SP des Kantons Glarus.

## Biografie
Christine Bickel ist in Basel und Regensdorf aufgewachsen. Nach der Berufslehre als Damenschneiderin absolvierte sie das Arbeitslehrerinnen-Seminar in Zürich. Später liess sie sich zur Schulleiterin (1997) und Betriebsökonomin MAS/NPO (2004) weiterbilden.
Bickel ist verheiratet und lebt seit 1984 in Niederurnen.

## Politik
1998 trat Bickel der SP Niederurnen bei und wurde im gleichen Jahr in den Glarner Landrat gewählt. 2003/04 präsidierte sie den Landrat als dritte Frau in der Glarner Geschichte. Im Landrat war Christine Bickel Mitglied verschiedener Kommissionen und Präsidentin der Kommissionen zur Bildungsgesetzgebung (2002) und zum Gemeindegesetz (2009).
Von 2002 bis 2010 präsidierte Bickel die SP des Kantons Glarus. 2010 wurde Christine Bickel in den Glarner Regierungsrat gewählt und leitete bis zu ihrer Nichtwiederwahl 2014 das Departement Bildung und Kultur.
Seit 1. Januar 2015 ist sie Leiterin des Alters- und Pflegeheims Salem in Ennenda.